# Km 72 (film)
Pour plus de détails, voir Fiche technique et Distribution.
Km 72  est un film vénézuélien réalisé par Samuel Henríquez et sorti en 2015.

## Fiche technique
- Titre original : Km 72
- Réalisation : Samuel Henríquez
- Producteur :
- Producteur exécutif :
- Superviseur de la production :
- Producteur associé :
- Coordinateur de production :
- Musique :
- Société de production :
- Société de distribution :
- Langue : espagnol
- Date de sortie : 
  -  Venezuela : 3 mars 2015 [1]

## Distribution
- George Akram : Carlos Verastegui
- Marco Antonio Alcalà : Sub-Inspector Morales
- Beto Benites : Inspecteur Parodi
- Jackson Gutierrez : Motorizado
- Guillermo Londoño : Hermano de Anna Karina
- Jesus Nunes : Andres Castillo
- Gustavo Rodríguez : Diego Verastegui
- Indra Santamaria : Anna Karina
- Frank Spano : Dimas Luzardo